# Chorrerón
Chorrerón est l'une des deux divisions territoriales et statistiques dont l'unique paroisse civile de la municipalité de Guanta dans l'État d'Anzoátegui au Venezuela. Sa capitale est Pertigalete.

## Géographie

### Démographie
Hormis sa capitale Pertigalete et El Chaparro sa plus grosse localité elle-même divisée en quartiers, la paroisse civile possède plusieurs localités dont :
- Chorrerón
- Conoma
- El Chaparro
  - La Medianía
  - Puerto Viejo
  - Real y Medio
- El Cumbre
- El Retumbo
- Guayabal
- Guayuta
- La Caraqueña
- La Laguna
- La Sirena
- Pamatacualito
- Pertigalete
- Valle Seco